# 以色列定居者的暴力行为

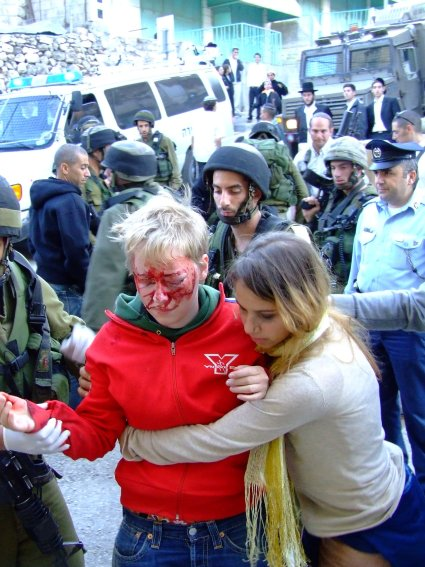
2006年11月18日，瑞典志愿者托芙·约翰逊（ Tove Johannson）在希伯伦被一名以色列定居者用瓶子击中脸部，結果导致颧骨骨折。事發時她正试图护送巴勒斯坦儿童放学回家。

以色列定居者的暴力行为是指居住在約旦河西岸地區以色列定居点的犹太人及其支持者對巴勒斯坦人施暴。有時猶太定居者還會攻擊以色列安全部隊。不過以色列定居者對巴勒斯坦人施暴後，巴勒斯坦民事警察部隊不能出面干涉，這導致許多巴勒斯坦人並不信任這些警察。 一些犹太教宗教人士以及以色列政府官员對猶太人定居者暴力行為予以譴責。 

## 歷史
进入21世纪，猶太人定居者针对巴勒斯坦人的暴力和恐怖活动不断增加。 
2008年1月至11月期间，有515起刑事诉讼涉及猶太人定居者暴力攻擊阿拉伯人或以色列安全部队，其中502起涉及“右翼激进分子”，13起涉及“左翼无政府主义者”。  2008年，以色列驻西岸高级指挥官表示，至少有数百人暴力攻擊巴勒斯坦人和以色列士兵。 从2008 年开始，以色列當局开始对不守规矩的定居者采取更强硬的立场。
根據联合国2011年的数据，當巴勒斯坦人向以色列警方報案表示自己被猶太人定居者欺負後，90%的猶太人定居者从未被起诉。  2011年，英国广播公司表示，雖然绝大多数猶太人定居者都是非暴力的，但以色列政府内部的一些人承认极端猶太人引發的问题日益严重。 
2012年，欧盟代表团团长表示，2008年至2011年期間，猶太人定居者的暴力行为增加了两倍多。聯合國人道事務協調廳的数据表明，2006年至2014年间，共有2,100起涉及猶太人定居者的暴力襲擊案件，數量較此前几乎翻了两番
2021年，一名16岁的猶太人定居者向巴勒斯坦人投掷石块，之後開車逃跑，以色列警察隨即開車追趕，在此過程中16歲少年身亡。之後又引發了另一波猶太人定居者的暴力事件。 2021年下半年，猶太人定居者针对巴勒斯坦人的暴力行为明显增加，联合国安理会甚至出面予以谴责。 由于許多猶太人定居者襲擊邻近村庄的巴勒斯坦人，導致雙方衝突加劇，2021年 11月，以色列国防部长本尼·甘茨特意和他人討論了猶太定居者的暴力問題。 
隨著2022年极右翼政府上台後提议扩大約旦河西岸的猶太人定居点數量，以及阿克薩洪水行動的發生，猶太人定居者的暴力行为进一步加剧。2023年12月5日，美国宣布对被控袭击巴勒斯坦人的数十名犹太定居者实施制裁，禁止他们前往美国。2024年2月12日，英国对被指控在约旦河西岸暴力袭击巴勒斯坦人的四名以色列国民实施制裁。2月13日，法国对28名以色列定居者实施旅游禁令。2月29日，新西兰对在西岸袭击巴勒斯坦人的以色列定居者实施旅行禁令。